# Всеіндійська мусульманська ліга
Всеіндійська мусульманська ліга (урду آل انڈیا مسلم لیگ) — політична партія, яка закликала до розподілу Британської Індії й виділення з її складу мусульманської держави.

## Історія
Мусульманську лігу було засновано 30 грудня 1906 року в Лакхнау для захисту в Індії прав мусульманської меншості від диктату індуїстської більшості. Керівництво Мусульманської ліги на чолі з Джинною до 1940 року закликало до надання Індії права самоврядування. Коли ця перспектива стала реальною, лідери руху усвідомили, що у новій державі будуть домінувати індуїсти. У зв'язку з цим на порядок денний було винесено питання про виділення з Британської Індії областей, населених мусульманами.
1947 року діяльність Мусульманської ліги, якій співчувало багато британських чиновників, призвела до розділу Британської Індії на індуїстський Індійський Союз та мусульманський домініон Пакистан, що поєднував території сучасних Пакистану й Бангладеш. Первинно Мусульманська ліга була правлячою партією в Пакистані, однак 1954 року програла вибори у Східному Пакистані (нині Бангладеш), а потім і в Західному. У 1960-их роках розпалась на кілька фракцій і доволі швидко припинила своє існування.